# San Sebastián el Grande
San Sebastián el Grande är en ort i Mexiko.   Den ligger i kommunen Tlajomulco de Zúñiga och delstaten Jalisco, i den centrala delen av landet, 500 km väster om huvudstaden Mexico City. San Sebastián el Grande ligger 1 563 meter över havet och antalet invånare är 15 465.
Terrängen runt San Sebastián el Grande är kuperad åt sydväst, men åt nordost är den platt. Terrängen runt San Sebastián el Grande sluttar österut. Runt San Sebastián el Grande är det tätbefolkat, med 266 invånare per kvadratkilometer. Närmaste större samhälle är Guadalajara, 16,9 km norr om San Sebastián el Grande. Omgivningarna runt San Sebastián el Grande är en mosaik av jordbruksmark och naturlig växtlighet.